# Schloss Oršić in Gornja Stubica

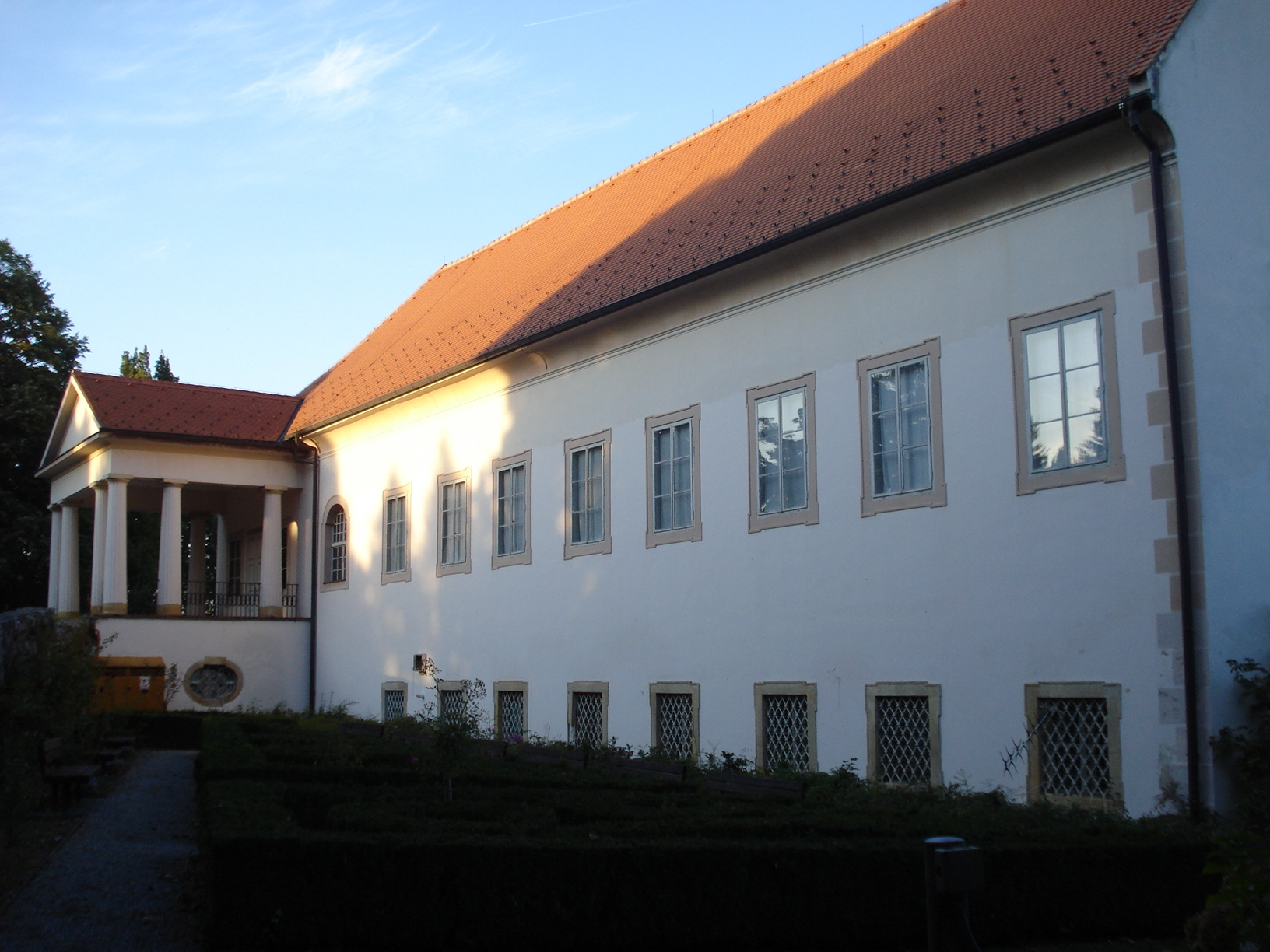
Südflügel des Schlosses Oršić

Das Schloss Oršić ( Dvorac Oršić u Gornjoj Stubici) befindet sich im Nordwesten Kroatiens in der Gemeinde Gornja Stubica, Gespanschaft Krapina-Zagorje. Den Namen trägt das barocke Gebäude dank des Adelsgeschlechts Oršić, dessen Mitglieder mehrere Schlösser im Gebiet Zentralkroatiens in der Neuzeit besaßen.

## Geschichte und Kurzbeschreibung
Das Schloss wurde 1756 durch Krsto Oršić (1718–1782) an der Stelle einer früheren Festung aus dem Mittelalter errichtet. Der Architekturplan ist in Form eines L-förmigen Grundrisses entworfen. Von der Hinterhofseite aus öffnen sich beide Flügel in Arkaden, die der Linie des Korridors folgen, während die Außenfassade recht schlicht ist, mit rhythmisch ausgerichteten Fenstern und einigen rustikalen Details in den Ecken.
Nach einem großen Erdbeben im 19. Jahrhundert wurde dem Schloss eine klassizistische Portikus mit einem Tympanon  und dorischen Säulen hinzugefügt. Im Inneren befindet sich eine gut erhaltene Kapelle mit illusionistischen Wandgemälden und einem illustrierten Barockaltar.
Das Schloss in Gornja Stubica war der langjährige feudale Sitz der Familie Oršić, bis die letzten Mitglieder im Jahr 1924 umzogen. Eine Zeit lang befanden sich in einem Teil des Schlosses eine Grundschule und ein landwirtschaftlicher Betrieb einer örtlichen  Bauerngenossenschaft. Ende der 1960er und Anfang der 1970er Jahre wurde das Schloss gründlich renoviert und in ein Museum des kroatisch-slowenischen Bauernaufstands umgewandelt, der sich mit einem tragischen Ereignis aus dem Jahr 1573 befasst.
Rund um das Schloss gibt es einen Park mit einem riesigen Denkmal, das dem Bauernaufstand und seinem Anführer Matija Gubec gewidmet ist und vom bekannten kroatischen Bildhauer Antun Augustinčić geschaffen wurde.
Außer diesem Schloss in Gornja Stubica besaß die Familie Oršić eine große Anzahl anderer Schlösser und Paläste in Kroatien, von denen die bedeutendsten Schloss Gornja Bistra bei Zaprešić, Schloss Slavetić bei Jastrebarsko, Schloss Jurketinec bei Varaždin und Paläste in Zagreb und Varaždin sind.

## Fotos
| Haupteingang | Nordseite des Schlosses | Hinterhofseite | Portikus mit Säulen |